# Château Rivet
Le château Rivet est un château situé aux Ponts-de-Cé, en France.

## Localisation
Le château est situé dans le département français de Maine-et-Loire, sur la commune des Ponts-de-Cé.

## Historique
L'édifice est inscrit au titre des monuments historiques en 1964.